# Ablerus hastatus
Ablerus hastatus är en stekelart som beskrevs av Girault 1932. Ablerus hastatus ingår i släktet Ablerus och familjen växtlussteklar. Inga underarter finns listade i Catalogue of Life.